# Дудучава, Мамиа Иосифович
Мамиа Иосифович Дудучава (груз. მამია იოსების ძე დუდუჩავა; 1 (14) августа 1910, Квемо-Хети, Кутаисская губерния — 5 мая 1980, Тбилиси, Грузинская ССР) — советский грузинский литературовед и искусствовед; ректор Тбилисской государственной академии художеств (1948—1952), доктор наук (1960), профессор (1963), заслуженный деятель искусств Грузинской ССР (1965).

## Биография
Родился в 1910 (или 1911) году в Кутаисской губернии.
В 1931 году окончил факультет грузинского языка и литературы Института педагогики имени Александра Пушкина, созданного в 1930 году на базе педагогического факультета Тбилисского университета.
С 1944 по 1947 год был директором Театра оперы и балета имени Палиашвили, а с 1948 по 1952 год возглавлял в качестве ректора Тбилисскую государственную академию художеств.
С 1952 года работал старшим научным сотрудником Института грузинской литературы имени Шота Руставели АН Грузинской ССР.
Архив учёного хранится в Российском государственном архиве литературы и искусства (РГАЛИ).